# Erik Johnson
Erik Eobert Johnson (ur. 21 marca 1988 w Bloomington) – amerykański hokeista, reprezentant USA, olimpijczyk.

## Kariera klubowa
- Holy Angels High (2003-2004)
- U.S. National U17 Team (2004-2005)
- U.S. National U18 Team (2005-2006)
- USNTDP Juniors (2004-2005)
- Univ. of Minnesota (2006-2007)
- St. Louis Blues (2007-2011)
  -  Peoria Rivermen (2007)
- Colorado Avalanche (2011-)

W drafcie NHL z 2006 został wybrany przez St. Louis Blues z pierwszym numerem. Tym samym jest jednym z sześciu hokeistów amerykańskich wybranych z najwyższym numerem w drafcie do NHL. W tym zespole rozegrał cztery sezony, w tym ostatni niepełny. W lutym 2011 został zawodnikiem Colorado Avalanche. W lipcu 2012 przedłużył kontrakt z klubem o cztery lata, a we wrześniu 2015 o siedem lat.

## Kariera reprezentacyjna
Został reprezentantem USA. Występował w kadrach juniorskich kraju na mistrzostwach świata do lat 17 (2005), do lat 18 (2005, 2006) i do lat 20 (2006, 2007). W kadrze seniorskiej uczestniczył w turniejach mistrzostw świata 2007, 2013, na zimowych igrzyskach olimpijskich 2010, Pucharu Świata 2016.

## Sukcesy
Reprezentacyjne
- Złoty medal mistrzostw świata juniorów do lat 18: 2005, 2006
- Brązowy medal mistrzostw świata juniorów do lat 20: 2007
- Srebrny medal zimowych igrzysk olimpijskich: 2010
- Brązowy medal mistrzostw świata: 2013

Klubowe
- Mistrzostwo NCAA (WCHA): 2007
- Puchar Stanleya: 2022 z Colorado Avalanche

Indywidualne
- Mistrzostwa świata do lat 18 w 2006:
  - Pierwsze miejsce w klasyfikacji strzelców wśród obrońców: 4 gole
  - Skład gwiazd turnieju
- Mistrzostwa świata do lat 20 w 2007:
  - Pierwsze miejsce w klasyfikacji strzelców wśród obrońców: 4 gole
  - Pierwsze miejsce w klasyfikacji asystentów wśród obrońców: 6 asyst
  - Pierwsze miejsce w klasyfikacji kanadyjskiej wśród obrońców: 10 punktów (ex aequo z Mikko Lehtonen (ur. 1987))
  - Pierwsze miejsce w klasyfikacji kanadyjskiej: 10 punktów
  - Skład gwiazd turnieju
  - Najlepszy obrońca turnieju
- NHL (2007/2008):
  - NHL YoungStars Roster

Wyróżnienia
- 2006: Bob Johnson Award - najlepszy amerykański zawodnik w rywalizacji międzynarodowej